# Očko
Očko  je priimek v Sloveniji in tujini. Po podatkih Statističnega urada Republike Slovenije je na dan 1. januarja 2010 v Slovenjiji uporabljalo ta priimek 364 oseb.  

## Znani slovenski nosilci priimka
- Franc Očko (*1960), judoist

## Znani tuji nosilci priimka
- Antonín Janda-Očko (1892—1960), češki nogometaš
- Jan Očko z Vlašimi (?—1380), češki kardinal